# بيتر وينغر
بيتر وينغر هو لاعب كرة قدم سويسري في مركز الهجوم، ولد في 10 أبريل 1944 في كوسناخت في سويسرا، وتوفي في 23 يوليو 2016 في لوسرن في سويسرا. لعب مع نادي بازل.

## وصلات خارجية
- بيتر وينغر على موقع قاعدة بيانات كرة القدم.إي يو (الإنجليزية)
- بيتر وينغر على موقع ناشيونال فوتبول تيمز (الإنجليزية)